# Louis Rollier

Louis Rollier, um 1914

Louis Rollier (* 19. Mai 1859 in Nods BE; † 3. Juni 1931 in Zürich) war ein Schweizer Geologe und Paläontologe.
Rollier stammte aus einer Bauern- und Handwerkerfamilie. Er wuchs in La Neuveville auf und besuchte das Collège in St-Imier. Ab 1876 studierte er in Porrentruy und danach an der ETH Zürich Geologie bei Albert Heim, Oswald Heer und Karl Mayer-Eymar. 1880 erhielt er sein Diplom mit einer Diplomarbeit über die Geologie um Besançon und schloss als Fachlehrer für Naturwissenschaften ab. Er unterrichtete an der Sekundarschule in St-Imier und befasste sich daneben mit geologischer und paläontologischer Forschung im Schweizer Jura. 1899 erhielt er dafür den Ehrendoktor der Universität Bern und wurde von der Schweizerischen Geologischen Kommission mit der Revision der geologischen Karte im Berner Jura beauftragt.
1902 wurde er Assistent an der Geologischen Sammlung in Zürich und nach dem Tod von Karl Mayer-Eymar wurde er 1908 dessen Nachfolger als Konservator der Sammlung. Ab 1903 war er Privatdozent für Stratigraphie und Paläontologie an der Universität Zürich und der ETH. 1911 wurde er Titularprofessor an der ETH.
Er legte mehrfach eine geologisch-paläontologische Sammlung an. Die erste Sammlung verkaufte er an das Museum Schwab in Biel, die späteren gingen an die Sammlung der ETH.
Rollier spielte eine bedeutende Rolle im Aufbau einer Stratigraphie des Schweizer Jura. Als Paläontologe befasste er sich vor allem mit Wirbellosen aus Jura und Tertiär.
Zeitweise war er wie viele andere Schweizer Geologen als Ingenieurgeologe tätig, zum Beispiel am Lötschbergtunnel. 1906 äusserte er sich in einem Gutachten skeptisch zu einem älteren geologischen Gutachten von 1900 und befürchtete, dass im Gasterntal alluviale Sedimente tiefer reichen könnten als in dem alten Gutachten angenommen und der Tunnelbau dort gefährlich wäre. Am 24. Juli 1908 bewahrheiteten sich seine Befürchtungen, als es zu einem Wassereinbruch und Einbruch von Sedimenten im Tunnel kam, was 25 italienische Tunnelarbeiter das Leben kostete. Rollier wandte sich danach von der Ingenieurgeologie ab.
Er blieb zeitlebens Junggeselle.